# Narsharab
Le narsharab est une réduction de jus de grenade acide ou demi-acide qui sert de condiment dans la vaste zone de domestication de la grenade, du Maghreb en passant par le Levant, la Turquie et l'Iran à la Chine.
On l'utilise couramment soit comme condiment des marinades, soit comme sauce ou base de sauce, sur les oignons frits (sogar kebab), les viandes, les poissons, sur les salades en Turquie, et parfois dilué en boisson,. Il n'est pas piquant mais doux-acide,.

## Dénomination
L'étymologie donne le sens du mot: réduction par décoction de (jus de) grenade. Narsharab se retrouve dans la plupart des langues caucasiennes, du Moyen-Orient à l'Asie centrale : kazakh, Наршараб (narsharab) ; azéri, narşərab (narsherab) ; géorgien, ნარშარაბი (narsharabi) ; arménien, Նարշարաբ (narsharab), etc. Il est adopté par le russe, le français, l'anglais et le chinois 纳尔沙拉布 (nà ěr shālā bù). L'italien adopte le turc nar ekşisi avec ekşisi « sirop ». L'espagnol utilise melaza de granada (mélasse de grenade), terme moins précis. Il est composé des radicaux :
- nar qui désigne la grenade, fruit de Punica granatum en azéri, turc, turkmène, etc. En persan انار (anâr) ; en kazakh et kirghize, анар et hinar en kurde[5],[6],[7];
- et de sharab, en babylonien « chauffer[8]». En hébreu  שָׁרָב «brûler, chaleur brulante[9],[10] ». Au sens de réduire par décoction donne l'arabe شراب sharab (d'où sirop dans de nombreuses langues), mot au sens variable de « boire, boisson, breuvage », qui traduit le grec ποτημα « potion » et donne « vin ou liqueur » en persan[11],[12],[13],[14],[15]. L'anglais pomegranate sour est à rapprocher de l'arabe دبس رمّان (dibs rmman) aigre de grenade[16].

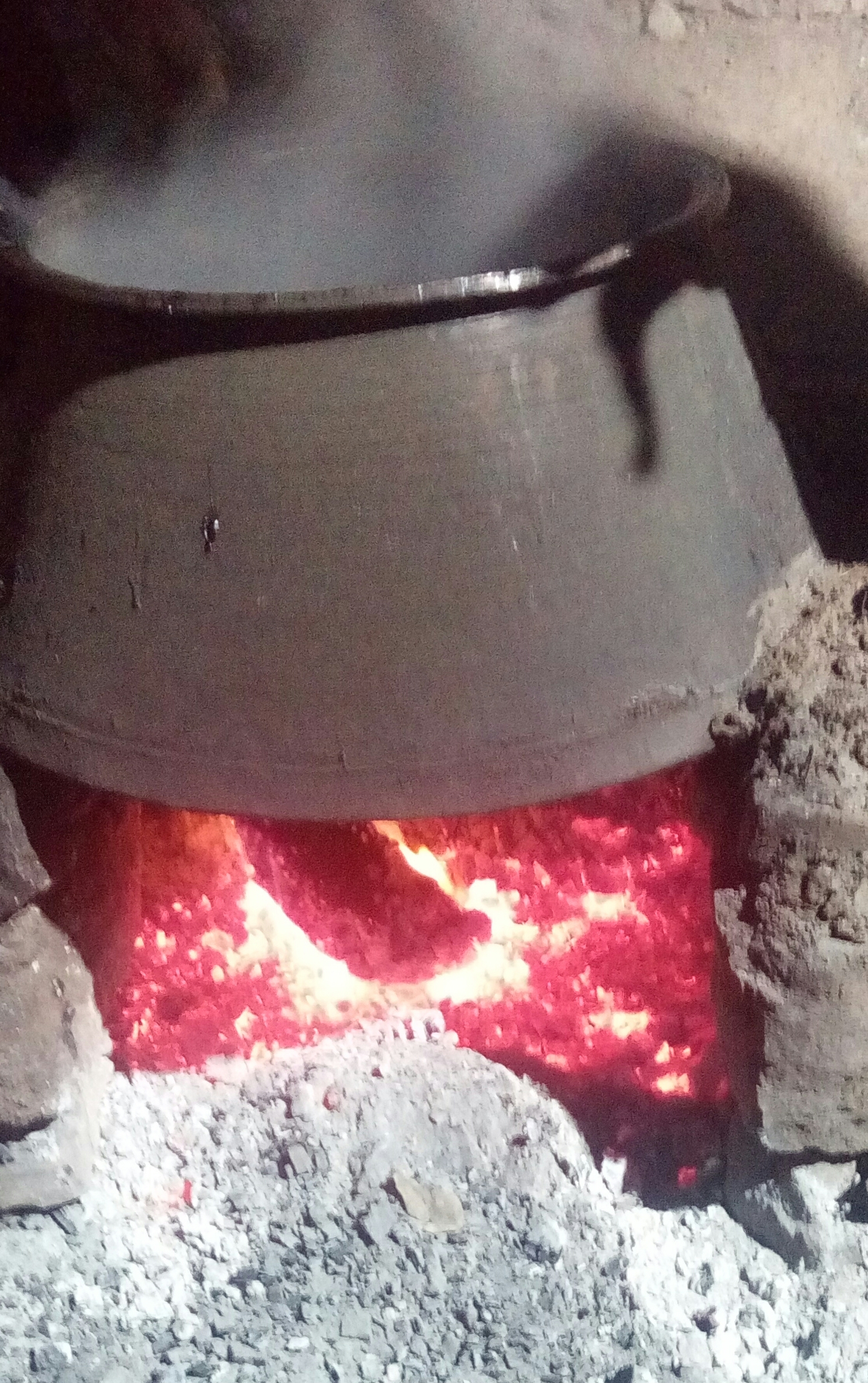
Réduction par cuisson du jus de grenade.

En tant que réduction du jus de grenade par cuisson, le terme est imprécis car le narsharab n'est ni une mélasse (grec ancien μέλας melas, noir) visqueuse et très concentrée, ni un sirop (pas d'addition de sucre), encore moins d'un vin de grenade puisqu'il n'est pas fermenté. En revanche, le narsharab n'est souvent pas qu'un jus réduit car il est aromatisé, selon les provenances, de coriandre, basilic, cannelle, laurier, poivre, piment. Pour autant, le vocabulaire académique utilise pomegranate molasses indifféremment pour désigner les concentrés de jus de grenade par décoction, le plus souvent sans analyse du degré de concentration ou de la viscosité qui sont extrêmement variables (les valeurs de viscosité mesurée sur des produits du commerce turc vont de 191,35 à 13 000 mPa),.

## Histoire
L'Anonyme andalou (XIIIe siècle) donne un sirop de grenade (L490). « On prend des grenades acides et douces, une livre de chaque, et on ajoute leur jus à deux livres de sucre, on fait cuire le tout jusqu’à ce qu’il prenne la consistance d’un sirop, et on le garde jusqu’au moment de son utilisation. Ses bienfaits : protège les fiévreux, coupe la soif, protège des fièvres bilieuses et est purgatif. »

## La composition

### Jus de grenade concentré au 1/5
Le jus de grenade extrait des arilles pressées est filtré puis réduit par ébullition sur feu doux à 20 % (selon les sources, on trouve jusqu'à 30 %) de son volume initial (réduction au 1/5),. Le concentré est un liquide rouge sombre. En fin de cuisson, le goût est rectifié selon les usages (sel, sucre, aromates). Le pigment rouge antioxydant des grenades, le lycopène, est concentré sans être détruit par la cuisson.
En l'absence de normalisation il n'y a pas de définition pour distinguer du narsharab le sirop de grenade ou la mélasse de grenade, turc nar pekmezi (concentration à 10 %),. On trouve des sauces avec le nom de narsharab qui sont des jus de grenade additionnés d'un sucre et un acide alimentaire (acide malique ou citrique). Leur mise au point a pour but de limiter la dépense énergétique d'un chauffage prolongé. Une publication libanaise (2017) propose de retenir la teneur en phénols comme critère d'authentification de la mélasse de grenade et met en garde contre des falsifications (au sirop de dattes) et des fraudes au Moyen-Orient. Une publication turque (2020) met en évidence un niveau de bactéries significatif dans certains produits industriels et demande l'élaboration de normes, une autre montre la présence d'extraits d'arbousier,.

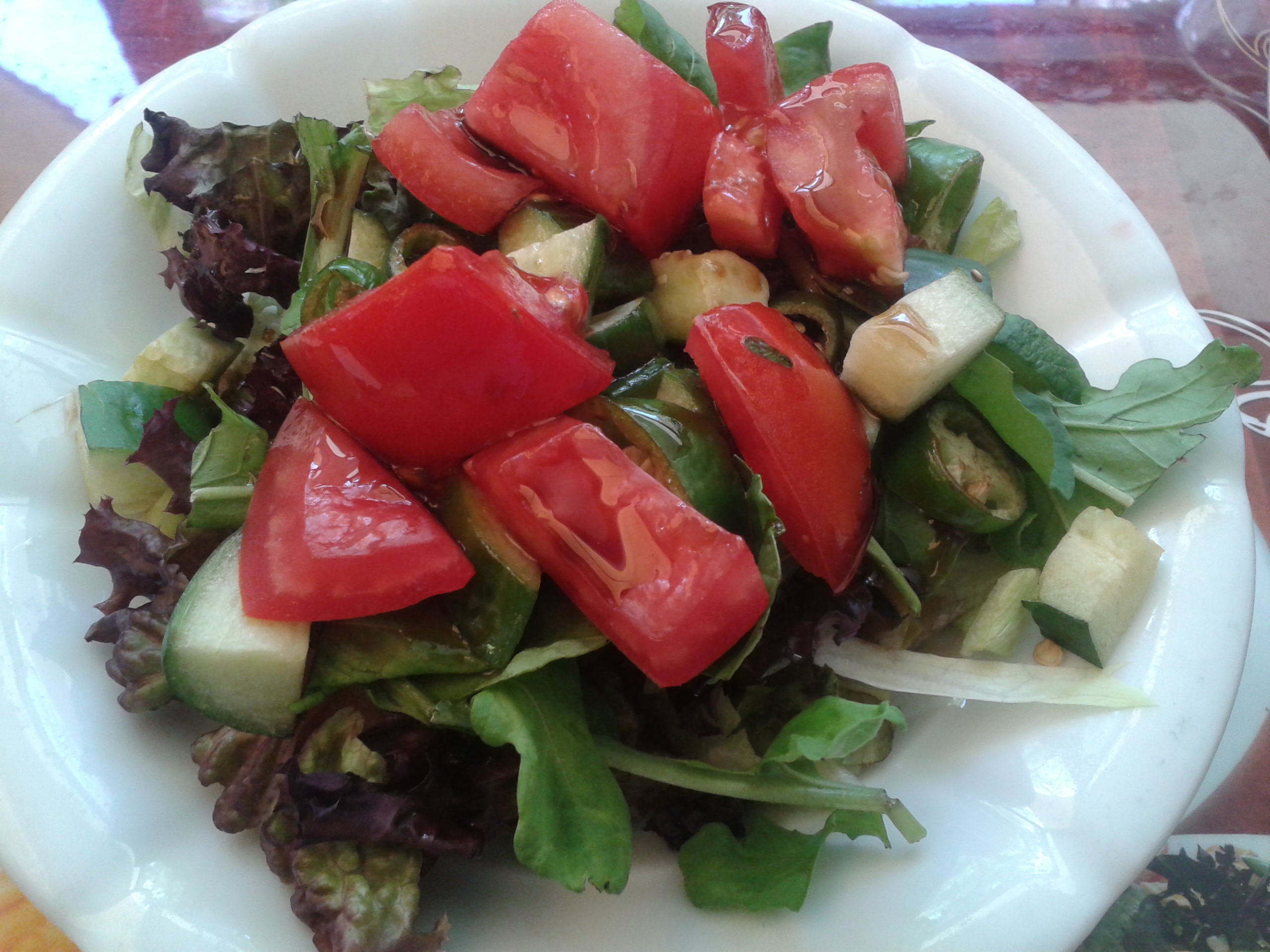
Salade sauce narsharab.

### Le choix des variétés de grenade
Les variétés dites sauvages ou acides sont préférées, les cultivars Goychay, Girmiz Gabig, Lavangi, Abgora, Sujuq et Narsharab en Azerbaïdjan, Rabab-e-Neriz, Malas-e-Saveh en Iran, Naderi-e-Badrud,,,. La grande diversité des grenades acides sources des jus serait, avec les méthodes de production, une des causes de la variabilité des narsharab selon les auteurs académiques.

### Source de minéraux et d'antioxydants
La teneur élevée en minéraux et phénols fait l'objet de recherches universitaires pour son apport total dans l'alimentation humaine. Selon une publication turque les minéraux présents sont le calcium (280 mg/kg), le phosphore (16 mg/kg1, le potassium (), le fer (16 mg/kg), le zinc (7 mg/kg) et le magnésium (28 mg/kg). Le niveau de sucre est élevé : sucre inverti de 21,6 à 57,6 g/100 g, sucre total de 44,8 à 65,3 g/100 g mesuré sur 4 échantillons du commerce en Turquie (2010).
La teneur totale en phénols est importante quoique très variable, les polyphénols varient de 118,3 à 828,1 mg d'équivalent acide gallique par g, et l'activité antioxydante de 560 et 1 885 μmol trolox équivalent par g d'échantillon de produits locaux turcs. Des écarts aussi importants se retrouvent dans l'acidité totale (de 4,7 à 9,7 g 100g-1 ; le pH va de 1.7 à 2.9).
Dans une étude comparative sur le modèle murin (2019), l'action sur les signes du stress oxydatif sérique induit par le vieillissement (diminution du cholestérol total et des triglycérides sériques) à partir des grenades, le narsharab se classe après le jus de grenade. Plus probante est l'action anti-bactérienne du narsharab sur Serratia marcescens, pathogène impliqué dans des infections nosocomiales humaines.

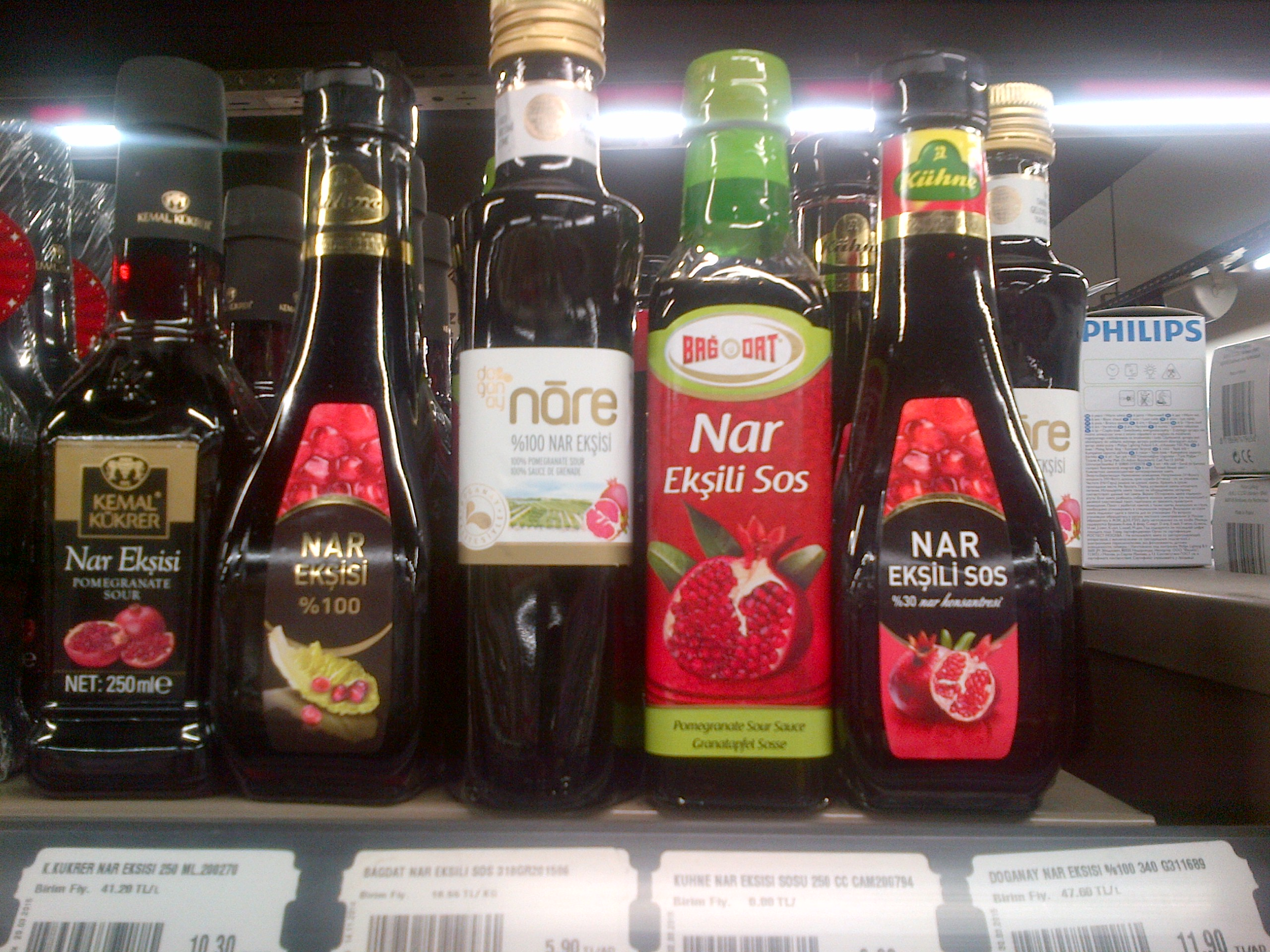
Aigre de grenade en Turquie, de gauche à droite : nasharab pur et, à gauche, sauce qui en contient (nar ekşili sos).

Selon un site azerbaïdjanais, le narsharab crée une sensation de satiété, 1 cuillère à café 15 min avant chaque repas 3 fois par jour fera perdre 5 kg par mois en moyenne.

## Le goût, l'usage culinaire

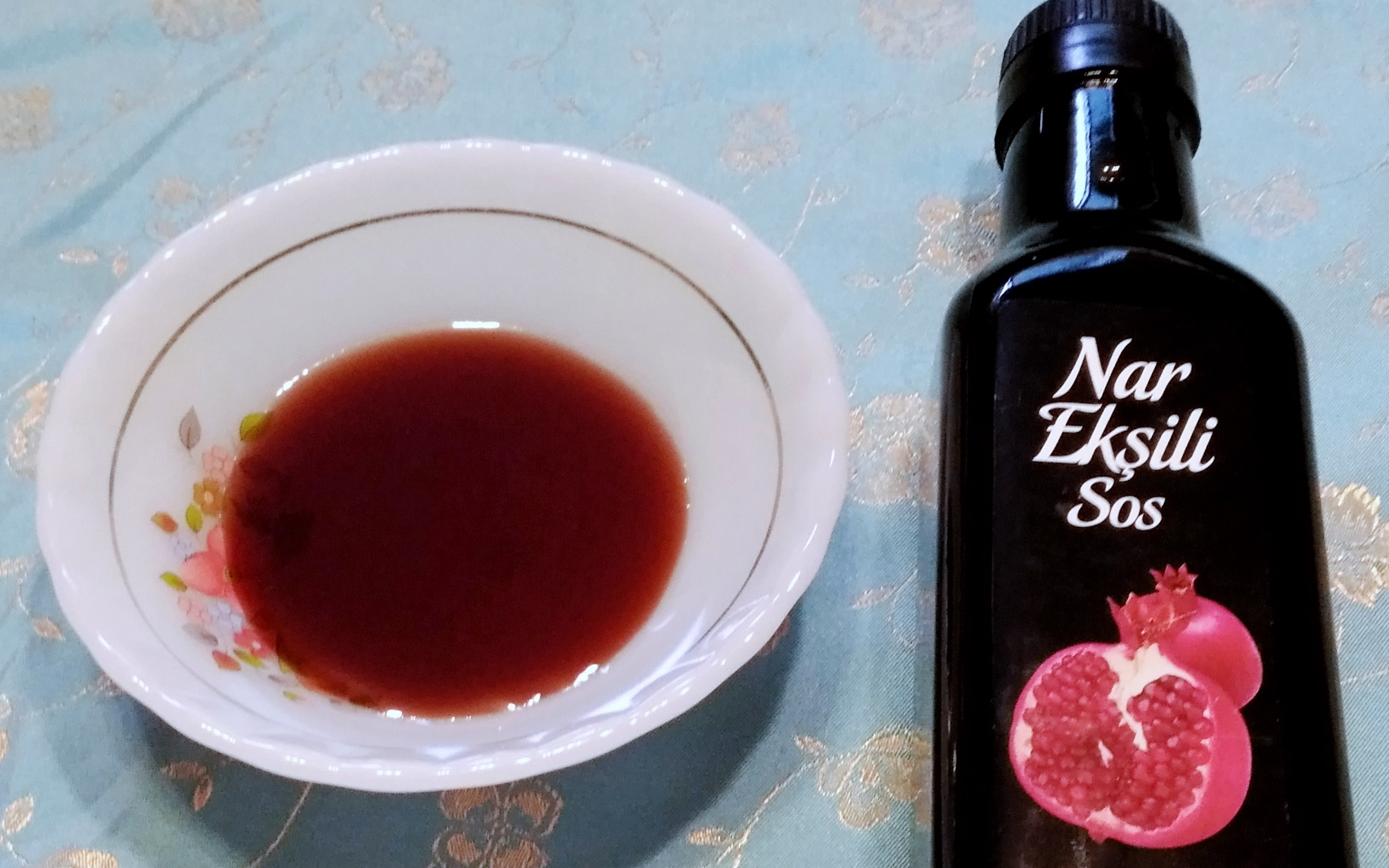
Nar ekşisi sauce

Le narsharab est une sauce qui équilibre douceur, acidité et amertume, il contient 10 % d'acide citrique et 30 à 40 % de sucres.
Le khoresh-e fesenjan (ragoût de poulet — canard à l'origine —, noix, narsharab) est une spécialité culinaire iranienne de la province de Gilan qui se mange chaude, la version azerbaïdjanaise (poulet et oignons au narsharab) est proche,. Dans la zone de domestication de la grenade, le narsharab aromatise les viandes et poissons grillés (chachlik, kebab, tika kabab), l'esturgeon grillé et la saucisse se consomment au narsharab,,.

## Variantes

### Faludai médiéval
L'Anonyme Andalou donne une recette de Fālūḏaj (فَالُوذَج) extraordinaire à base de divers jus dont celui de grenade (JML 456). Il s'agit également d'une sauce aigre-douce 
«Piler des amandes douces ajouter de l'eau pour en faire un lait. Prendre de la même quantité que ce lait, de jus de grenades, aigres ou douces, du jus de pommes acidulées, du jus de pruneau, de jus de coing ou du jus de gourde grillée puis la même quantité que tout cela du sucre et du miel blanc. Mettre le tout dans une cocotte, porter à ébullition puis ajouter un peu d’amidon. Quand le mélange commence à épaissir, l’arroser d’huile d’amande. Laisser doucement épaissir à feu doux».

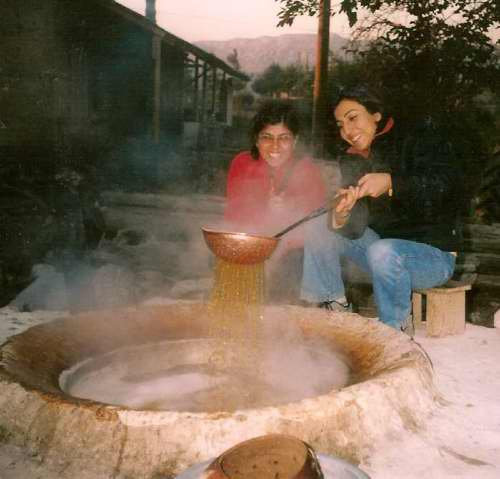
cuisson du pekmez à Ermenek (Turquie)

### Nardenk et Pekmez
Ce type de mélange de jus de fruits réduit évoque les Nardenk, du farsi ﻧﺎﺭﺩﻧﻚ (nārdeng), de nar, grenade (parfois Nardek). Ce narsharab aigre à base de fruits de grenade, de prune, et souvent de raisin encore acide ou de fin de saison était (1826) une spécialité turque (elle n'est pas fermentée) largement exportée vers la Crimée russe où il était distillé. Ceux de Rize où la production était énorme (il y avait 2 variétés, le blanc et le noir, en cruches et en tonneaux) était d'une meilleure qualité que celui de Trébizonde (1799),. On laissait le jus aigrir quelques jours avant de le mettre à bouillir jusqu'à consistance de l'actuel pekmez turque (pulpe de mûre ou de raisin bouillie dans de l'eau et pressée pour en extraire le jus qui est ensuite concentré par ébullition),.
Le pekmez est très sucré (35 à 68 °Brix) et son acidité totale faible (4,8 g/kg pour le pekmez de raisin, 0.2 à 0,7 g/kg pour celui de mûre). Il en existe aussi à base de caroube.

### Nardancha
Il s'agit d'un confiture de grenade azérie qu'on mange avec le thé noir.